# 最后的审判 (乔托)

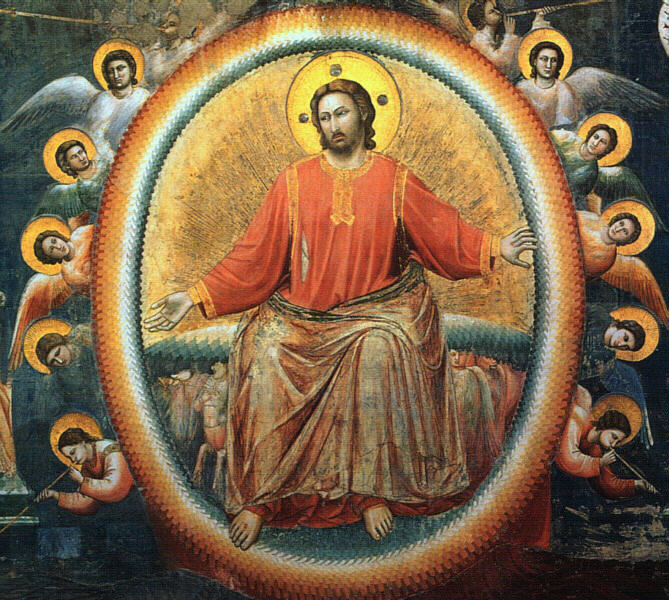

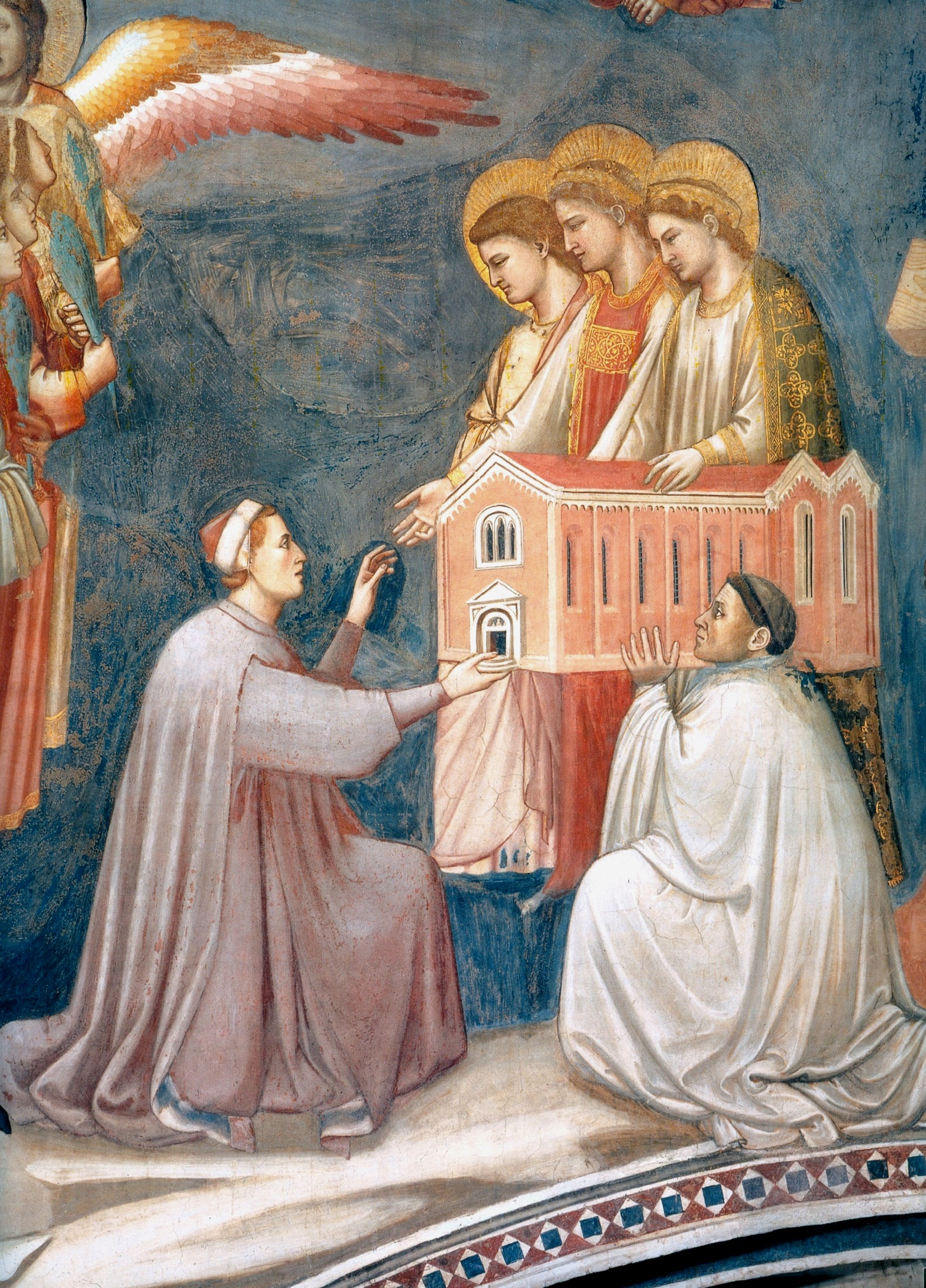

《最后的审判》（Giudizio universale）是乔托的一幅湿壁画，绘制于1306年，位于意大利帕多瓦斯克罗威尼小堂，占据入口门上方的整个反立面，尺寸为 1000 x 840厘米 . 
乔托将《审判》、《天堂》和《地狱》整个表现在一个场景中，所有人物都放在一个空间中。耶稣代表了整个画面的焦点，所有人物都朝着他。

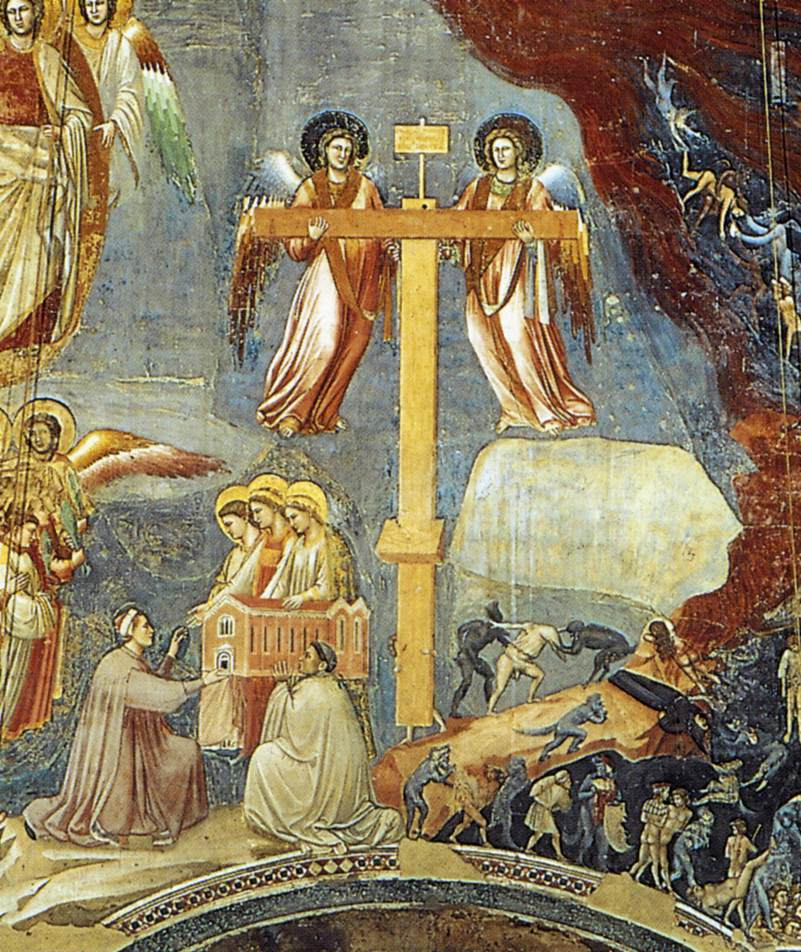
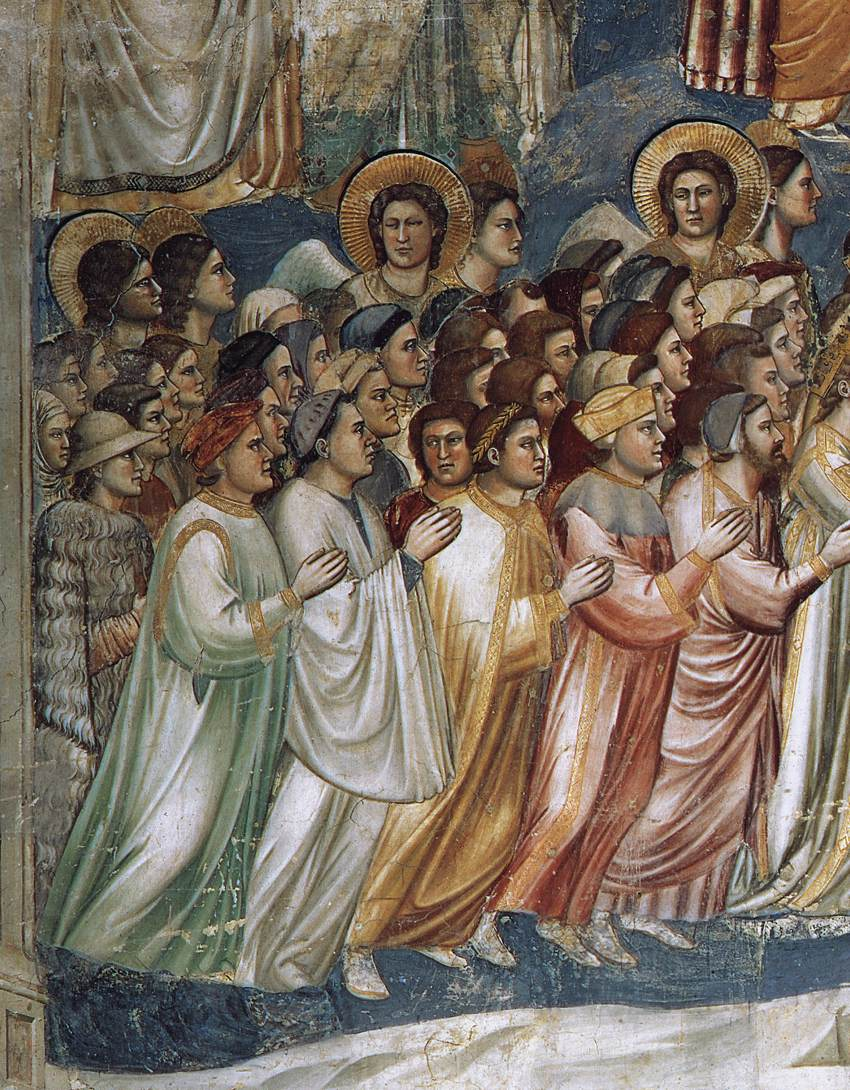
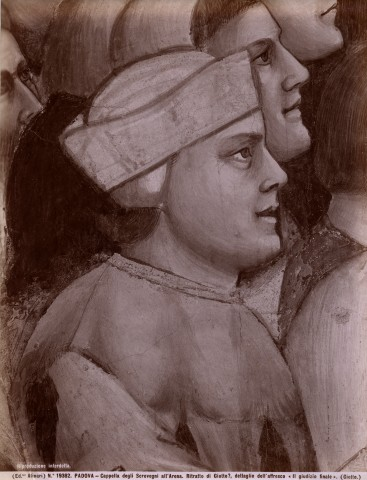
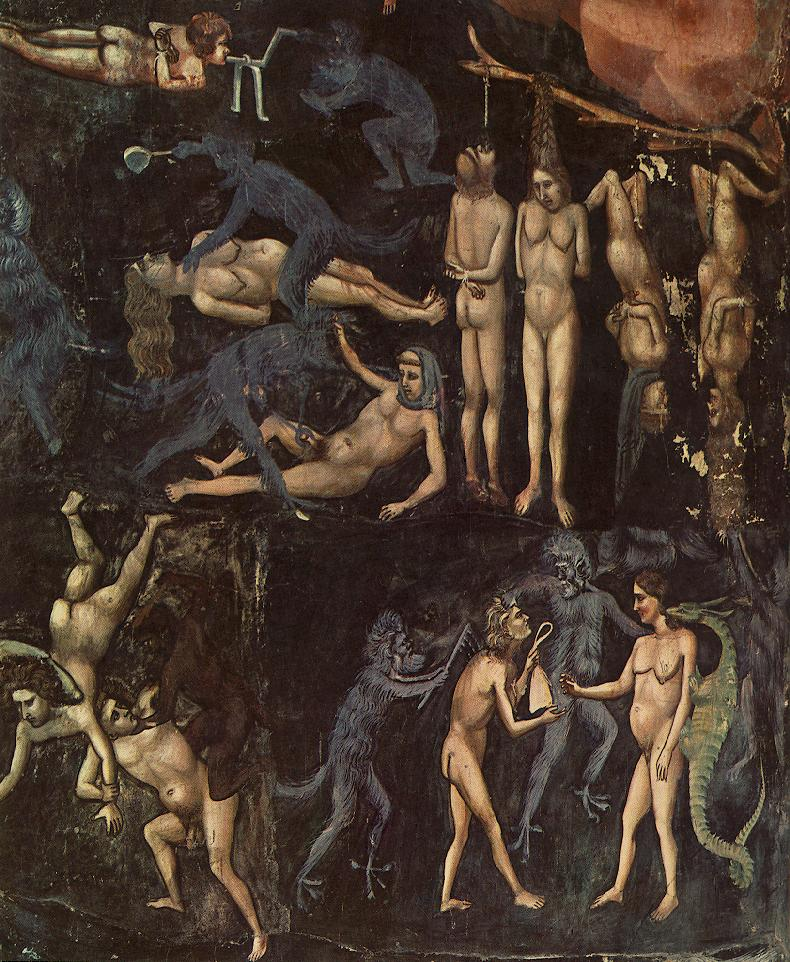
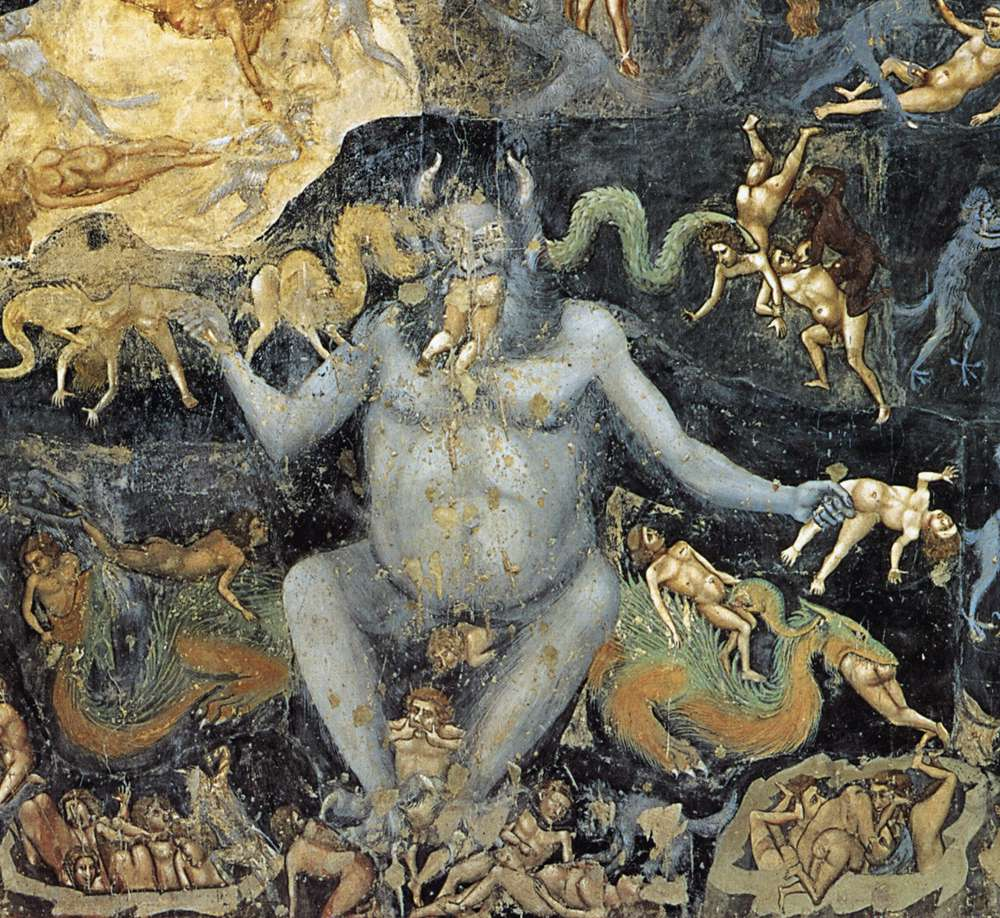
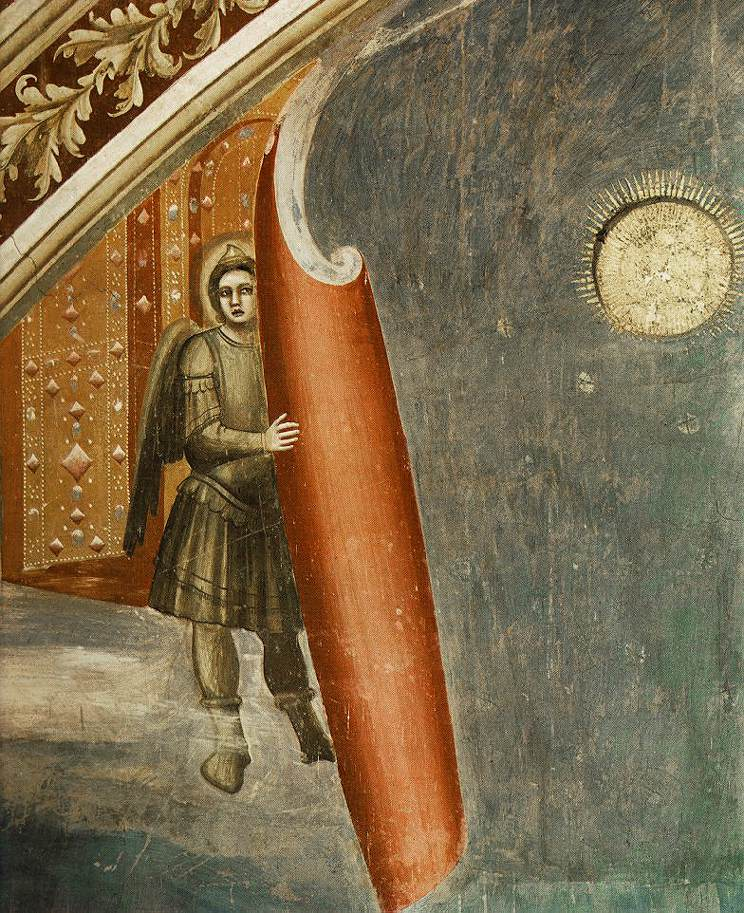